# Petaliaeschna tomokunii
Petaliaeschna tomokunii – gatunek ważki z rodziny żagnicowatych (Aeshnidae).